# Abies beshanzuensis
Abies beshanzuensis là một loài thực vật hạt trần trong họ Thông. Loài này được M.H.Wu miêu tả khoa học đầu tiên năm 1976.

## Phân bố
Đây là loài đặc hữu của tỉnh Chiết Giang, Trung Quốc, nơi loài này xuất hiện là ở núi Baishan-zu ở phía đông bắc Qingyuan trong dãy Tung-Kung.

## Bảo tồn
Loài này được đưa vào trồng từ cành giâm tại một trạm lâm nghiệp ở Qingyuan, nam Chiết Giang, Trung Quốc, để ghép trên gốc ghép Abies firma. Các cây còn lại trong tự nhiên đang được bảo vệ. Có một ex situ chương trình theo chiều và bây giờ họ đang nuôi lại cây giống được trồng trong canh tác trở lại vào môi trường sống ban đầu.

## Dân số
Chỉ được biết đến từ một số cá thể trưởng thành trong tự nhiên, không có sự tái sinh tự nhiên, trong rừng cây hạt kín bị suy thoái. Vào năm 1987, chỉ còn lại ba cây riêng lẻ (sau khi hai cây được chuyển đến Vườn Bách thảo Bắc Kinh và sau đó chết ở đó và đến Vườn Bách thảo Hàng Châu cũng chết) của một quần thể được phát hiện vào năm 1963 chỉ có bảy cá thể, trong đó bốn cá thể đang ra hoa và kết trái vào thời điểm đó. Dân số đã giảm đi đáng kể sau lũ lụt và các trận lở đất tiếp theo trong khu vực.